# 四氰合镍(I)酸钾
四氰合镍(I)酸钾是一种无机化合物，化学式为K3[Ni(CN)4]。它在潮湿空气中易被氧化。

## 制备
在碱性溶液中，用联氨还原四氰合镍(II)酸钾，得到四氰合镍(I)酸钾。它也可由镍、四氰合镍(II)酸钾、氰化钾按1:1:4化学计量比于450~480 °C反应制得。